# Mimi Sheraton
Miriam Solomon, conocida como Mimi Sheraton (Brooklyn, Nueva York, 1926 - Manhattan, Nueva York, 6 de abril de 2023), fue una crítica gastronómica estadounidense que escribió numerosos libros sobre gastronomía internacional.

## Publicaciones
- 1964, The Seducer's Cookbook
- 1964, City Portraits; a Guide to 60 of the World's Great Cities
- 1965, The German Cookbook
- 1973, Family Circle's Barbecues From Around the World
- 1986, Visions of Sugarplums: A Cookbook of Cakes, Cookies, Candies & Confections from All the Countries that Celebrate Christmas
- 1995, The Whole World Loves Chicken Soup
- Eating My Words: An Appetite for Life
- 1,000 Foods to Eat Before you Die
- 1977, From My Mother's Kitchen
- 1991, Mimi Sheraton's Favorite New York Restaurants
- 1992, Food Tales
- 1997, Food Markets of the World
- 2001, Hors d'Oeuvres & Appetizers
- 2000, The Bialy Eaters
- 2004, Eating My Words.[3]

## Reconocimientos
- 1996, Todo el mundo ama la sopa de pollo entregado por Asociación Internacional de Profesionales Culinarios.[4]